# Rattus pococki
Rattus pococki är en gnagare i släktet råttor som förekommer på centrala Nya Guinea. I äldre avhandling betraktas populationen som ett synonym till Rattus niobe. Den listades tidvis i släktet Stenomys.
Utbredningsområdet ligger i Nya Guineas centrala bergstrakter mellan 1500 och 2500 meter över havet. Exemplaren vistas i tropiska skogar.
För beståndet är inga hot kända. Hela populationen anses vara stor. IUCN listar arten som livskraftig (LC).